# Cisseps
Genre
Cisseps est un genre de lépidoptères (papillons) américains de la famille des Erebidae et de la sous-famille des Arctiinae. 

## Liste des espèces
Selon FUNET Tree of Life (28 octobre 2020) :
- Cisseps coprea (Draudt, 1917)
- Cisseps fulvicollis (Hübner, 1818) — le Cisseps à col orangé.
- Cisseps subhylina (Hampson, 1901)